# Swordsman 2
Pour l’article homonyme, voir Swordsman.
Série
Swordsman
(1990) Swordsman 3
(1993)
Pour plus de détails, voir Fiche technique et Distribution.
Swordsman 2 (chinois traditionnel : 笑傲江湖之東方不敗 ; pinyin : Xiào Ào Jiāng Hú Zhī Dōng Fāng Bù Bài ; cantonais Jyutping : Siu Ngou Gong Wu Zi Dung Fong Bat Baai) est un film hongkongais réalisé par Ching Siu-tung, sorti en 1992.

## Synopsis
Lingwu Chung doit retrouver ses frères d'armes à l'auberge des Miaos avant de se retirer du monde des arts martiaux. N'y trouvant personne, il se met à la recherche de Ying-ying. Sur le bord d'un lac il rencontre une femme mystérieuse : c'est l'Invincible Asia qui expérimente les techniques du Canon du Tournesol. Il retrouve Ying-ying et ceux de son clan dans le camp des samourais, il apprend que Yam Wo-hang, le père de Ying-ying, a été capturé par Asia.

## Fiche technique
- Titre : Swordsman 2
- Titre original : 笑傲江湖之東方不敗 (Dung Fong Bat Baai: Fung wan joi hei)
- Réalisation : Ching Siu-tung
- Scénario : Louis Cha et Hanson Chan
- Pays d'origine : Hong Kong britannique
- Format : Couleurs - 1,85:1 - Mono - 35 mm
- Genre : Wu Xia Pian
- Durée : 93 minutes
- Date de sortie : 1992

## Distribution
- Jet Li (VF : Pierre-François Pistorio) : Lingwu Chung
- Brigitte Lin : Asia l'invincible
- Rosamund Kwan (VF : Déborah Perret) : Yam Ying-ying
- Michelle Reis : Gamin / Kiddo
- Yen Shi-kwan : Yam Wo-hang
- Waise Lee : Hattori
- Lau Shun : Heung Man-tin
- Fennie Yuen : Phoénix bleu
- Candice Yu : Shi-Shi
- Chin Kar-lok : Sarutobi

## Voir également
- 1990 : Swordsman (Xiaoao jiang hu), de King Hu, Ching Siu-tung, Ann Hui, Andrew Kam et Tsui Hark
- 1992 : Swordsman 3 (Dung fong bat baai 2: fung wan joi hei), de Ching Siu-tung et Raymond Lee